# 余錦漢
余錦漢，台灣職業高爾夫選手，業餘時代為中華民國高爾夫國家隊成員，曾多次參加中南美洲國際賽事屢創佳績並榮獲國光體育獎章，1984年轉入職業。

## 成绩
- 1988年中華職業高爾夫錦標賽冠軍
- 1989年中華職業高爾夫錦標賽暨長庚公開賽冠軍
- 1990年新豐公開賽冠軍
- 1993年開喜公開賽冠軍
- 1993年台巡賽總冠軍暨賞金王